# 소다스프링계곡캥거루쥐
소다스프링계곡캥거루쥐(Microdipodops pallidus)는 주머니생쥐과에 속하는 설치류의 일종이다. 미국 캘리포니아주와 네바다주의 토착종이다.

## 특징
연한 색 털의 등과 강한 뒷다리와 발을 가지고 있는 소다스프링계곡캥거루쥐는 뺨 주머니 바깥 표면에 털 줄무늬가 있는 머리가 큰 설치류이다. 두 발로 움직이는 동물로 캥거루와 아주 비슷하게 일반적으로 강한 뒷발로 도약을 해 이동한다. 소다스프링계곡캥거루쥐는 두 종의 애기캥거루생쥐 중의 하나이며, 사막에 사는 야행성 설치류 중에서 가장 흔하지 않은 종의 하나로 간주되고 있다. 소다스프링계곡캥거루쥐의 채색은 등 쪽에 연한 시나몬 색을 띠고, 배 쪽은 희미한 색의 희끄무레한 털이 덮여 있다. 꼬리 길이 74~98mm을 포함하여 전체 몸길이는 150~173mm이다. 뒷 발은 25~27mm이고 몸무게는 10.3~16.8g 정도이다.